# Edward John Bevan
Pour les articles homonymes, voir Bevan.
Edward John Bevan, né à Birkenhead le 11 décembre 1856 et mort à Londres le 17 octobre 1921, est un chimiste britannique.

## Biographie
Fils du médecin Edward Bevan (Edward Bevan (physician) (en)), après avoir obtenu son diplôme, il devient chimiste à la société écossaise de fabrication de papier Alexander Cowan & Co. Il rencontre Charles Frederick Cross (en) et, avec lui, fréquente ensuite l'Owens College de Manchester.
Cross, qui s'intéresse à la technologie de la cellulose, s'associe à Bevan en 1885, s'installant en tant que chimistes analytiques et consultants à New Court, Lincoln's Inn à Londres.
En 1888, ils publient ce qui deviendra un ouvrage de référence sur la fabrication du papier. En 1892, avec un autre associé, Clayton Beadle (qui était également une autorité en matière de fabrication de papier), ils déposent un brevet pour la viscose qui est devenu la base des industries de la viscose, de la rayonne et de la cellophane. En 1894, Cross et Bevan déposent un brevet pour la fabrication de l'acétate de cellulose qui deviendra le procédé industriel de sa fabrication.
Il reçoit la médaille John-Scott du Franklin Institute en 1895.
Rédacteur en chef de The Analyst, il est aussi Président de la Society of Public Analysts en 1905-1906.

## Publications
- 1888 : Charles Frederick Cross, Edward John Bevan, A Text-book of Papermaking
- 1900 : C. F. Cross, Edward John Bevan, Clayton Beadle, La Cellulose: Etude de la Cellulose au point de vue chimique
- 1902 : Charles Frederick Cross, Edward John Bevan, Manuel de la fabrication du papier
- 1914 : Edward John Bevan, Charles Frederick Cross, Recherches sur la cellulose: 1895-1910